# Nemesia berlandi
Espèce
Nemesia berlandi est une espèce d'araignées mygalomorphes de la famille des Nemesiidae.

## Distribution
Cette espèce est endémique du Portugal. Elle se rencontre vers Fagilde.

## Description
La femelle holotype mesure 22 mm.

## Étymologie
Cette espèce est nommée en l'honneur de Lucien Berland.

## Publication originale
- Frade & Bacelar, 1931 : Révision des Nemesia de la faune ibérique et description d'espèces nouvelles de ce genre. Bulletin du Muséum national d'histoire naturelle de Paris, sér. 2, vol. 3, no 2, p. 222-238 (texte intégral).